# Ambrogio Viviani
Ambrogio Viviani (Cremona, 28 ottobre 1929 – Fara Novarese, 3 settembre 2013) è stato un generale e politico italiano.

## Biografia

### I primi anni
Cremonese di nascita, Ambrogio Viviani ha militato per trentasei anni nell'Esercito italiano. Figlio del colonnello dei bersaglieri Francesco Viviani (decorato con una medaglia d'argento e una medaglia di bronzo al valore militare nella seconda e prima guerra mondiale), è stato lui stesso ad aver dichiarato di aver scelto la carriera militare spinto dalla figura del padre, deportato in campo di concentramento negli anni della Seconda guerra mondiale e deceduto successivamente alla liberazione..
Entrato nell'Accademia militare di Modena nel 1949, nel 1958 ottiene il brevetto di paracadutista presso la scuola militare di Pisa e successivamente frequentò la Scuola di Guerra di Civitavecchia e quella tedesca. Si è laureato in Scienze Strategiche presso l'Università di Torino.

### Gli incarichi di comando

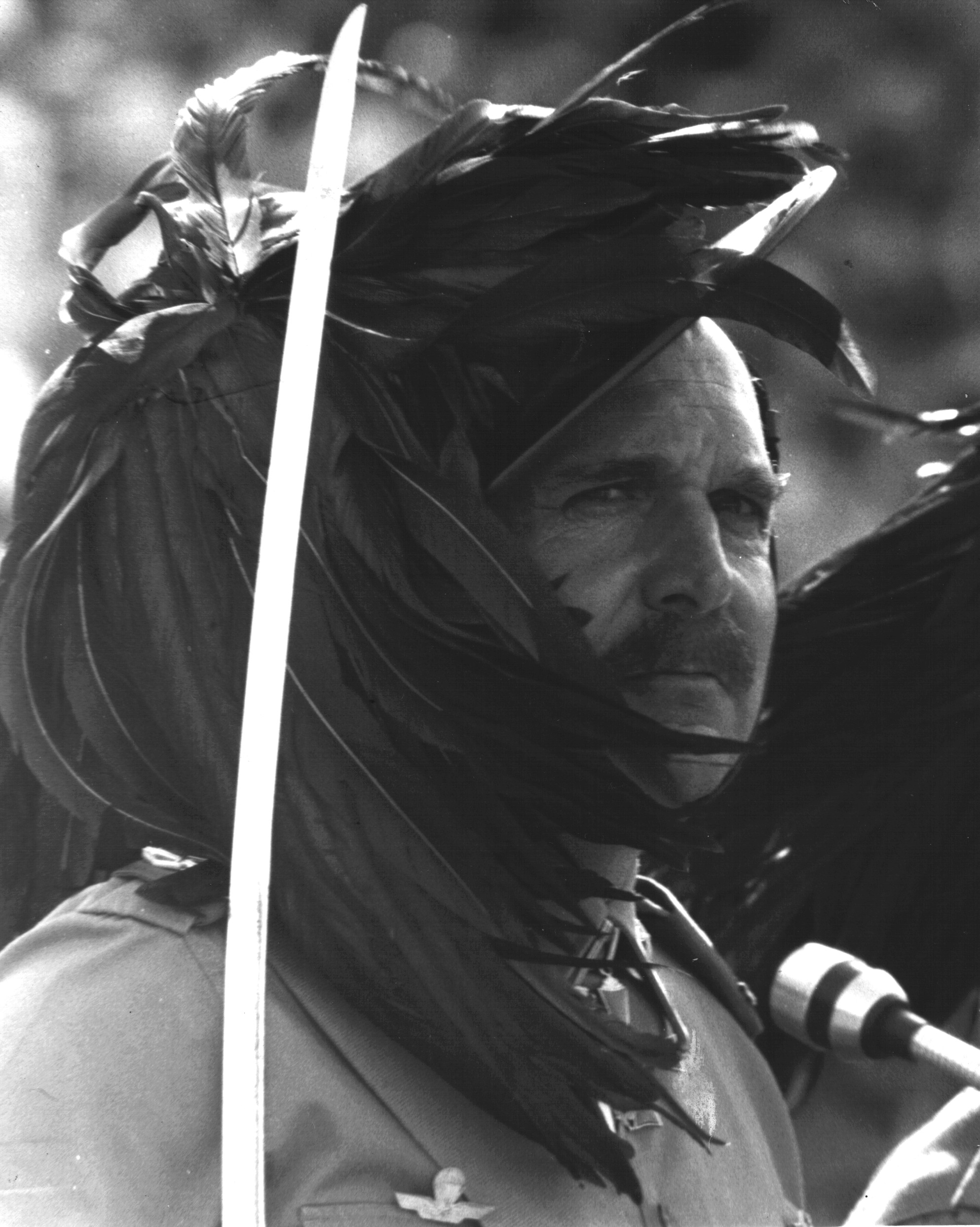
Il generale Ambrogio Viviani al comando della Brigata Meccanizzata Goito

Viviani è stato capo della sezione addestramento della Brigata cavalleria "Pozzuolo del Friuli", capo della sezione regolamenti dello Stato maggiore dell'Esercito, comandante del XXVIII battaglione bersaglieri, addetto militare all'estero.
Capo della sezione controspionaggio del reparto D del servizio segreto italiano (SID) dal 1970 al 1974. Nominato colonnello, ha comandato il 3º Reggimento bersaglieri dal 1974 fino allo scioglimento nel 1975. Poi è vicecomandante della 17ª zona militare Piemonte-Liguria-Valle d'Aosta.
Promosso generale di brigata, tra il 1979 e il 1980 ebbe il comando della 3ª Brigata meccanizzata “Goito” e dal 1980 al 1981 quello della Brigata paracadutisti "Folgore".
Il suo nome comparve nel 1981 tra quelli degli iscritti alla loggia P2 di Licio Gelli.. Nel 1986 rilasciò al settimanale "Panorama" delle dichiarazioni relative alla Strage di Ustica, confermando la tesi sostenuta da Beppe Niccolai e ribadendo come le autorità americane fossero effettivamente a conoscenza di quanto accaduto e che l'aereo militare Argo 16, che per ordine del Governo italiano aveva riportato in Nord Africa i terroristi, a missione compiuta, era stato fatto precipitare per ordine dai servizi segreti israeliani.
Raggiunse infine il grado di Generale di divisione, dopo essersi laureato in Scienze Strategiche.

### Deputato
Sempre nel 1986, dopo un breve periodo di arresto per reticenza, si dimise per protesta contro il Ministro della Difesa Giovanni Spadolini. Si è quindi interessato anche di politica.
Candidato alla Camera nel 1987 nelle file del Partito Radicale, diviene deputato subentrando, nella X legislatura, il 20 aprile 1990 .
Il 18 luglio 1991 è passato poi al gruppo del Movimento Sociale Italiano. Il suo mandato parlamentare scade il 22 aprile 1992.

### Gli ultimi anni
Si è dedicato alla saggistica storica, e ha risieduto ad Oleggio con la moglie ed i figli fino alla morte e occasionalmente ha presieduto seminari di studio, tenuto conferenze, collaborato con organi di informazione. Negli ultimi anni ha collaborato con il programma "Speciale Superquark" condotto da Piero Angela per la realizzazione dello speciale Giuseppe Garibaldi. Storia di un eroe.
Nel 2004 è stato insignito del premio Agape dell'Associazione culturale "Bartolomeo Colleoni" di Milano per i meriti letterari e storiografici conseguiti e nel 2009 ha aperto le celebrazioni per la 15ª ricostruzione storica della Battaglia di Magenta, in occasione del 150º anniversario dello scontro.
È scomparso nel 2013 all'età di 83 anni a seguito di un'emorragia cerebrale.
Tra le tante lettere ricevute a seguito della sua scomparsa, i famigliari desiderano riportare il testo di una in particolare a memoria delle generazioni future: "La bandiera italiana si inchina oggi alla memoria di uno dei suoi più valorosi, onesti e integerrimi Generali dell'Esercito. Il corpo di Ambrogio Viviani ci ha lasciati per sempre, ma chi ha avuto l'onore di averlo come Comandante, sa bene che il Suo spirito di condottiero non morirà mai e a futura memoria sarà gelosamente custodito nei cuori di tutti i Suoi amati soldati. Siamo sull'attenti Signor Generale. Ci dia il riposo".

## Le opere
Questi i titoli delle sue opere principali:
- Storia del 3º Reggimento bersaglieri, Schena Ed., 1980
- Storia di Oleggio - Cronaca dal 218 a.C. Al 1963 d.C., 1982
- Cronaca e storia del Corpo dei bersaglieri, Piazza Ed., 1983
- Storia dei Servizi Segreti Italiani, ADN-Kronos Ed., 1986
- Manuale della controspia, Mondadori Ed., 1988, pubblicato anche in Russia ed in Polonia
- Storia della Massoneria lombarda, Bastogi Ed., 1992
- La battaglia di Novara, Associazione bersaglieri novarese Ed., 1994
- Magenta, 4 giugno 1859 - dalle ricerche la prima storia vera, Zeisciu Ed., 1997
- La linea Cadorna (con Roberto Corbella), 2000
- Il Sesto (131º) corso 1949-1951, Accademia militare di Modena, 2001, Zeisciu Centro Studi Ed.
- Storia di Rive Vercellese, 2006
- Magenta, 4 giugno 1859 - dalle ricerche la prima storia vera, Edizione speciale per i 150° anni della Battaglia di Magenta, Zeisciu Ed., 2009

Per l'Istituto Internazionale di Studi "Giuseppe Garibaldi", sono state inoltre realizzate le seguenti pubblicazioni:
- La battaglia si Sant'Antonio
- Operazione Roma 1870
- I servizi segreti piemontesi nel Risorgimento
- Luci e ombre della Repubblica Romana del 1849
- L'eccidio di Fantina